# Гипускоасская операция
Гипускоасская операция — операция гражданской войны в Испании, в результате которой армия испанских националистов захватила северную провинцию Испании Гипускоа, находящейся в руках республиканцев.

## Предпосылки
В конце июля войска Молы стали испытывать нехватку военного снаряжения (имелось лишь 26 000 патронов). Тогда, Франко организовал им поставку итальянского и немецкого (через Португалию) вооружения (и 600 000 патронов). 13 августа Мола встретился с Франко в Севилье и на встрече с ним принял решение о захвате Сан-Себастьяна и Ируна с целью отрезать басков от Франции в западной оконечности Пиреней.

## Ход операции

### Наступление на Сан-Себастьян
Первоначально, план Гипускоасской операции был разработан Эмилио Молой с целью захвата Ируна и, тем самым, отрезать войска республиканцев на севере от Франции, а также соединиться с гарнизоном националистов в Сан-Себастьяне, что позволило бы им полностью подчинить город. Операция началась наступлением на Ирун, когда в Эндарлатсе был разрушен мост, что сделало невозможным попасть в город Когда пришло известие, что националисты осаждены в Куартель де Лойола в Сан-Себастьяне, Альфонсо Беорлеги развернул свои войска с запада к городу с целью снять осаду гарнизона националистов. Две другие группы войск, находившиеся на западе, также повернули к Сан-Себастьяну, надеясь тем самым отрезать отступление республиканцев из Бискайи. Несмотря на то, 27 июля гарнизон националистов сдался.

### Наступление на Ирун
Следующая попытка освободить из плена националистов в Сан-Себастьяне также закончилась неудачей, войска Беорлеги возобновили наступление на Ирун, отрезав северные провинции Гипускоа, Бискайу, Сантандер и Астурию от Франции, поставлявшей им вооружение, и в конечном итоге захватили его. 11 августа националисты захватили Толосу, Берлугьи взял Пикокету, главный горный хребет на подступах к Ируну. Телесфоро Монсон, баскский националист, специально приехал в Барселону просить помощи, так как у него насчитывалось всего лишь 1000 винтовок; баскский националист изъял всё золото из местного отделения банка Испании, на которые от собирался купить оружия во Франции, однако 8 августа французское правительство закрыло границу.
17 августа линкор франкистов Испания, крейсер Адмирал Сервера и эскадренный миноносец «Веласкo» подошли к Сан-Себастьяну и начали его обстрел. Вскоре Ju 52 начали бомбардировку Ируна и Сан-Себастьяна. Несмотря на всё прочее, националисты сдались республиканскому военачальнику Пересу Гармендия в Гипускоа.

### Сдача Ируна и Сан-Себастьяна
26 августа Беорлеги начал штурм Ируна, после упорных боёв, 3 сентября он взял город, но был ранен и вскоре умер. Отступающие анархисты подожгли город. Националисты начали преследование противника, в результате которого 13 сентября захватили Сан-Себастьян и подошли к границе провинции Бискайя. Наступление националистов закончилось провалом, так как на севере они, уже будучи истощёнными, столкнулись с сильным сопротивлением провинциальных сил, началась Война на Севере.

## Последствия
В результате операции националисты захватили территорию, площадью 2500 квадратных км, большое количество заводов. Потери французских баскских частей были незначительны. Тогда Индалесио Прието отдал приказ флоту республиканцев, согласно которому он был обязан не допустить его блокаду силами повстанцев.